# EN 13816

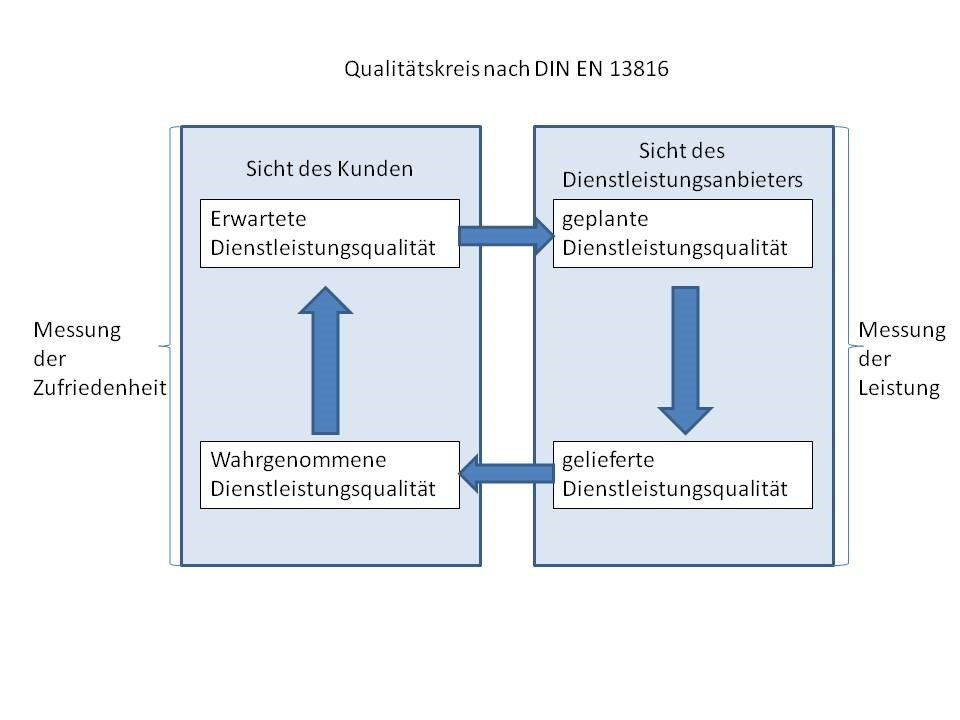
Qualitätskreis nach EN 13816

Die EN 13816 ist die Europäische Norm für den Nachweis der Servicequalität von Verkehrsunternehmen im öffentlichen Personenverkehr. Sie ist auch als DIN-Norm DIN EN 13816 mit aktueller Ausgabe Juli 2002 veröffentlicht.

## Qualität der zu erbringenden Verkehrsleistung
In der EN 13816 wird Qualität als Grad der Kundenzufriedenheit gewertet. Die Kundenzufriedenheit wird dabei als Grad der Übereinstimmung zwischen der vom Kunden erwarteten und verlangten Leistung und der vom Verkehrsunternehmen gelieferten Leistung verstanden.
Die EN 13816 orientiert sich am Qualitätskreis, der die verschiedenen Sichtweisen von Kunde und Anbieter abbildet. Eine andere Darstellungsart des Qualitätskreises ist der Demingkreis.
Um die Servicequalität beurteilen zu können und somit vergleichbar zu machen, wird die Dienstleistungsqualität über messbare Qualitätskriterien beschrieben. Die Beschreibung erfolgt in Form eines Verkehrsvertrages. Abweichungen von der bestellten zu der gelieferten Servicequalität können dabei in Bonus- und Malusregelungen geregelt werden.

## Qualitätskriterien
Die Norm EN 13816 enthält einen Katalog von acht Qualitätskriterien.

### Verfügbarkeit
Die räumliche und zeitliche Verfügbarkeit für Produkte und Dienstleistungen wird im Verkehrsvertrag vorgegeben und geregelt (Beispiel: Betriebszeiten von Rolltreppen und Aufzügen).

### Zugänglichkeit
Typische Regelungen für Zugänglichkeit beinhalten barrierefreie Erreichbarkeit der Infrastruktur (Beispiel: barrierefreier Zugang für Rollstuhlfahrer).

### Information
Systematische Bereitstellung von Informationen über ein ÖPV-System, die Planung und Durchführung einer Reise erleichtern.

### Zeit
Das Kriterium Zeit behandelt die Fahrzeit mit dem vom Verkehrsbetrieb vorgesehenen Fahrzeug (Beispiel: Pünktlichkeit, Sicherung der Anschlussfahrten).

### Kundenbetreuung
Mit diesem Kriterium werden Art und Umfang der Kundenbetreuung vor und während der Fahrt geregelt (Beispiel: Auskunftsschalter, Begleitpersonal während der Fahrt).

### Komfort
Der im Verkehrsvertrag vorgegebene Komfort definiert die Fahrzeugwahl und -ausstattung für eine Verbindung (Beispiel: Niederflurbusse, Klimaanlage).

### Sicherheit
Die Festlegung der Sicherheit umfasst die Themen Unfallfreiheit und Abwendung von Verbrechen. Unfallfreiheit wird durch die Qualität der Fahrzeuge und die Ausbildung des Fahrpersonals sichergestellt. Die Abwendung von Verbrechen erfordert Sicherheitsausstattung auf Bahnhöfen (Kameras, Notsignalanlagen) und ggf. Begleitpersonal während der Fahrt.

### Umwelteinflüsse
Die Festlegung der Umwelteinflüsse steuert im Wesentlichen die Typen und die Auswahl der eingesetzten Fahrzeuge (Beispiel: abgasarme Motoren, Busse mit Wasserstoffantrieb).

## Messung der Qualitätskriterien
Für jedes Qualitätskriterium gibt es Messverfahren. Man unterscheidet dabei die Messung der Leistung (z. B. lässt sich Pünktlichkeit mit automatischen Verfahren ermitteln) und die Messung der Kundenzufriedenheit (z. B. per Kundenbefragung).
Die Messung der Dienstleistungsqualität kann ermittelt werden durch:
- Testkunden (Mystery Shopping Surveys)
- Kundenbefragungen (Customer Satisfaction Surveys)
- Direkte Messung (Direct Performance Measures)

Die Zuordnung der Messverfahren zu den Qualitätskriterien, die jeweiligen Größen und die Beurteilung, ob eine Leistung schlecht oder gut ist, müssen zwischen Besteller und Leistungserbringer festgelegt werden.

## Zertifizierung
Die Zertifizierung nach der EN 13816 erfolgt durch akkreditierte und unabhängige Zertifizierungsgesellschaften wie z. B. TÜV.